# 8 Brygada Piechoty (UHA)
8 Brygada Piechoty – oddział piechoty Ukraińskiej Armii Halickiej.
Została utworzona w czerwcu 1919 z oddziałów grupy bojowej „Rudki” i nosiła przydomek „Sambirska”, należąc do III Korpusu UHA.
Dowódcą Brygady był mjr Karl Hofman, szefem sztabu kpt. Edward Tawczer, dowódcą pułku artylerii kpt. Omelian Brandner, a dowódcami batalionów piechoty por. Antin Tarnawśkyj, kpt. Osyp Stanimir, kpt. Daniel Bisanz i por. Mykoła Pidhirnyj. Brygada liczyła około 2000 żołnierzy i oficerów.
Brygada przeszła później do Czerwonej Ukraińskiej Armii Halickiej i została przemianowana na 8 Halicki pułk strzelców pod dowództwem kpt. Schmidta.